# Onderzoekend leren
Mate van vrijheid
van de lerende om zijn eigen leerproces in te richten (afnemend van boven naar beneden)
| Vrij        |
| Onderneming |
| Project     |
| Probleem    |
| Opdracht    |
| Taak        |
| Instructie  |

Het voornaamste middel dat de onderwijsvorm gebruikt is een indicatie
Onderzoekend leren is een term in het onderwijs die verwijst naar een manier om competenties te ontwikkelen, door vragen over iets te formuleren en die trachten te beantwoorden volgens de criteria van wetenschap. Deze onderwijsvorm wordt meestal ingezet om een nieuwsgierige, onderzoekende en kritische
houding van de lerende te stimuleren.

## Achtergrond
Onderzoekend leren wordt steeds meer ingezet in het onderwijs met name omdat het heden ten dage kan worden ondersteund middels elektronische leeromgevingen en een beroep doet op de vaardigheden die de 21e eeuw vraagt.

## Methodiek
Onderzoekend leren biedt de lerende kinderen de kans om vanuit hun eigen interesse de wereld te ontdekken en te onderzoeken. De onderwijsmethode is voor iedere lerende toegankelijk, ook al heeft men een verstandelijke beperking. In deze methode staat het stellen van vragen over situaties, voorwerpen, verschijnselen, organismen of gebeurtenissen voorop en het voorspellen en ontdekken van antwoorden daarop. De lerende ontwikkelt daarmee een wetenschappelijke houding; iets willen weten, begrijpen, bedenken, delen, bereiken of ergens kritisch op willen zijn.